# Arthur von Gabain
Arthur Eduard Otto Ernst Gustav von Gabain (Graudenz, 1. kolovoza 1860. – Berlin, 6. ožujka 1939.) je bio njemački general i vojni zapovjednik. Tijekom Prvog svjetskog rata zapovijedao je 5., 103. i 117. pješačkom divizijom, te XXIII. pričuvnim i X. pričuvnim korpusom na Zapadnom  i Balkanskom bojištu..

## Vojna karijera
Arthur von Gabain rođen je 1. kolovoza 1860. u Graudenzu. Sin je Gustava von Gabaina i Hildegard Treusch von Buttlar-Brandenfels. Gabain je u prusku vojsku stupio 1877. godine služeći u 45 pješačkoj pukovniji u Insterburgu. Potom pohađa Prusku vojnu akademiju u Berlinu, nakon čega je od ožujka 1886. raspoređen na službu u 28. pješačku pukovniju. U ožujku 1887. unaprijeđen je u čin poručnika, dok je u travnju 1889. premješten na službu u 5. grenadirsku pukovniju. Čin satnika dostiže u lipnju 1891. godine, dok dvije godine poslije postaje predavačem u Kraljevskoj pruskoj ratnoj školi. Od kolovoza 1899. zapovijeda satnijom u 17. pješačkoj pukovniji, dok je u siječnju 1902. promaknut u čin bojnika. Potom služi u 144. pješačkoj pukovniji smještenoj u Metzu u kojoj zapovijeda bojnom.
U listopadu 1907. imenovan je ravnateljem Kraljevske pruske vojne škole u Danzigu. U kolovozu 1908. unaprijeđen je u čin potpukovnika, dok je u čin pukovnika promaknut u travnju 1911. godine. Istodobno s tim promaknućem imenovan je zapovjednikom 87. pješačke pukovnije sa sjedištem u Mainzu. Navedenom pukovnijom zapovijeda iduće tri godine, do svibnja 1914., kada postaje zapovjednikom 12. pješačke brigade kojom zapovijeda na i na početku Prvog svjetskog rata. Istodobno s tim imenovanjem promaknut je i u čin general bojnika.

## Prvi svjetski rat
Na početku Prvog svjetskog rata 12. pješačka brigada kojom je zapovijedao Gabain nalazila se u sastavu 1. armije kojom je na Zapadnom bojištu zapovijedao Alexander von Kluck. Zapovijedajući 12. pješačkom brigadom Gabain sudjeluje u Bitci kod Charleroia i Bitci kod Monsa. Nakon toga sudjeluje u Bitci na Marni i Prvoj bitci na Aisnei, te u 1915. u Drugoj bitci u Artoisu. Početkom svibnja 1915. Gabain privremeno do srpnja obnaša dužnost zapovjednika 5. pješačke divizije zamjenjujući Georga Wichuru.
U rujnu 1915. 12 pješačka brigada koja se nalazila u sastavu 6. pješačke divizije premještena je na Balkansko bojište gdje Gabain sudjeluje u invaziji na Srbiju. Tijekom kampanje zbog ozljede noge mora napustiti zapovjedništvo nad 12. pješačkom brigadom. Nakon oporavka u rujnu 1916. postaje zapovjednikom 103. pješačke divizije s kojom drži položaje najprije na Sommi, a potom u Champagni. U siječnju 1917. imenovan je zapovjednikom 17. pješačke divizije s kojom sudjeluje u Bitci kod Arrasa, te Trećoj bitci kod Ypresa u kojoj se posebno ističe za što je 8. studenog 1917. odlikovan ordenom Pour le Mérite.

U proljeće 1918. Gabain zapovijedajući 17. pješačkom divizijom u sastavu 17. armije sudjeluje u Proljetnoj ofenzivi tijekom koje je u ožujku promaknut u čin general poručnika. Krajem srpnja 1918. postaje zapovjednikom XXIII. pričuvnog korpusa kojim zapovijeda svega petnaestak dana budući je isti sredinom kolovoza rasformiran. Nakon toga preuzima zapovjedništvo nad X. pričuvnim korpusom zamjenjujući na tom mjestu Magnusa von Eberhardta koji je postao zapovjednikom 7. armije. S navedenim korpusom zapovijeda sve do kraja rata.

## Poslije rata
Nakon završetka rata i demobilizacije X. pričuvnog korpusa Gabain je u siječnju 1919. imenovan glavnim inspektorom za vojnu izobrazbu. U lipnju 1919. postaje predsjednikom vojnog suda koju dužnost obnaša sve do umirovljenja u rujnu 1920. godine. U prosincu te iste godine dodijeljen mu je počasni čin generala pješaštva.
Arthur von Gabain preminuo je 6. ožujka 1939. godine u 79. godini života u Berlinu.

## Vanjske poveznice
(eng.) Arthur von Gabain na stranici Prussianmachine.com

(njem.) [neaktivna poveznica]